# Хок, Ганс Генрих
Ганс Генрих Хок (англ. Hans Henrich Hock, род. 1938) — американский лингвист, индолог и санскритолог; заслуженный профессор в отставке лингвистики и санскрита Иллинойсского университета в Урбане и Шампейне.
В область его интересов входит сравнительно-историческое языкознание и санскрит. По данным на 2007 год он преподавал общее сравнительно-историческое языкознание, индоевропейскую лингвистику, санскрит, историческую социолингвистику, пиджин и креольский язык, а также историю языкознания. В 1971 году Ганс Хок получил степень доктора философии по языкознанию от Йельского университета. Он свободно владеет немецким, английским и санскритом, а также, в той или иной степени, рядом других языков — как современных, так и мёртвых.